# Cepphis totibrunnea
Cepphis totibrunnea är en fjärilsart som beskrevs av Silbernagel 1944. Cepphis totibrunnea ingår i släktet Cepphis och familjen mätare. Inga underarter finns listade i Catalogue of Life.